# ذخیره‌گاه طبیعی کیواچ
ذخیره‌گاه طبیعی کیواچ (انگلیسی: Kivach Nature Reserve) یک ذخیره‌گاه و منطقه حفاظت شده در جمهوری کارلیای کشور روسیه است.